# Idol (2019)
Idol (en hangul 우상; RR: Woosang) es una película surcoreana de 2019 dirigida por Lee Su-jin y protagonizada por Han Suk-kyu, Sol Kyung-gu y Chun Woo-hee.

## Sinopsis
Goo Myung-hui es un político que al regresar a casa una noche encuentra a su mujer agachada junto al coche, en el que hay un cadáver ensangrentado: el hijo adolescente de ambos ha atropellado a alguien en una carretera solitaria y ha llevado el cuerpo a casa. El padre obliga al hijo a entregarse, después de dejar el cuerpo en el lugar del accidente. Joong-sik, el padre del muerto, no se detendrá ante nada para obtener justicia. Así pues, contrata a un detective privado para que investigue las circunstancias del accidente.

## Reparto
- Han Suk-kyu como Goo Myung-hui.
- Sol Kyung-gu como Yoo Joong-sik.[4]
- Chun Woo-hee como Choi Ryeon-hwa.[5]
- Yoo Seung-mok como Hwang-byun.
- Hyun Bong-sik como el detective Kim.
- Kang Mal-geum como la esposa de Myung-hui.[6]
- Kim Seong-nyeo como la madre de Myung-hui.
- Seo Joo-hee como Dong-sook.
- Kim Myung-gon como el diputado Choi.
- Jo Byung-gyu como Yo-han.
- Lee Woo-hyun como Boo-nam.
- Kim Seo-won como el asistente Kim.
- Kim Jong-man como Kim Yong-goo.
- Kim Hee-jung como jefa del distrito rojo.
- Kim Jae-hwa como Soo-ryeon.
- Lee Yeong-seok como el padrastro.
- Seung Ooi-yeol como Kim Byun.
- Jeon Jin-ki como el diputado Kim.

## Producción
Idol es el segundo largometraje de Lee Su-jin, autor también del guion. Estrenado cinco años después del primero (el pluripremiado Princesa), sin embargo fue concebido mucho antes, pues el primer borrador quedó terminado en 2007. Pero no surgieron inversores para realizarlo y Lee lo abandonó temporalmente. No está inspirado en ningún hecho concreto, pero sí en varias noticias e incidentes de esos años.
El guion fue ofrecido en primer lugar a Sol Kyung-gu, que aceptó inmediatamente y fue por tanto el primer actor que entró en el reparto. El rodaje empezó el 24 de octubre de 2017, y terminó el 9 de abril de 2018. COn muchas escenas de exteriores, fue muy duro para el reparto debido al clima extremadamente rígido. Es la segunda colaboración entre el director y la actriz Chun Woo-hee, protagonista de Princesa. En esta ocasión ella tiene que expresarse en un dialecto del coreano tan cerrado que hace difícil la comprensión en algunas escenas, tal y como aseguraron algunos periodistas durante la presentación del filme.
La producción se presentó en conferencia de prensa el 20 de febrero de 2019, con la presencia de los actores Han Suk-kyu, Sol Kyung-gu, Chun Woo-hee y el director Lee Su-jin. El 7 de marzo todos ellos asistieron también a un pase previo para la prensa celebrado en Yongsan CGV, en Seúl.

## Estreno y recepción
Idol se presentó primero en Europa, en febrero de 2019, dentro de la sección Panorama del Festival Internacional de Cine de Berlín. Allí recibió críticas mixtas, centradas en la dificultad de seguir el desarrollo de la trama. En España se exhibió en el 54.º Festival de Cine Fantástico de Sitges.
El estreno en sala se produjo el 20 de marzo de 2019. Obtuvo una audiencia total de 183 784 espectadores, que dejaron una taquilla de 1 083 167 dólares.

### Crítica
Para Deborah Young (The Hollywood Reporter), la trama de la película tiene tantos giros y vueltas que resulta difícil de desentrañar, y añade que «Idol es bueno para generar tensión con sus rápidos cambios de escena, pero malo para construir personajes en los que centrar la historia. Con tanta incertidumbre narrativa, no hay nadie a quien apoyar o seguir, lo que hace que el clímax confuso sea un ejercicio de frustración».
Según Rhys Handley, la película, que «se ocupa de la corrupción política, la discapacidad mental, las clases sociales y la política de inmigración, está repleta de grandes ideas que hacen perder de vista lo esencial. Sin embargo, cuando se concentra, Lee cocina una parábola cautivadora que revuelve el estómago y que sorprende y perturba».